# Encarna Hernández Ruiz
Encarnación Hernández Ruiz, coneguda com la nena del ganxo (Llorca, Múrcia, 23 de gener de 1917 - Barcelona, 19 de desembre de 2022) fou una pionera del bàsquet femení com a jugadora, entrenadora, àrbitra i fundadora d'equips.

## Vida
Encarna Hernández nasqué a Llorca el 1917, però als 10 anys la família es traslladà a Barcelona, ja que el seu pare obtingué feina a l'Exposició Universal. Va anar a l'escola de les Salesianes i posteriorment va començar a treballar de modista. Es va iniciar en el bàsquet al seu barri amb 13 anys. Des del balcó de casa, situada al carrer d'Entença, veia un camp de sorra amb una cistella de fusta que el seu futur marit, Jesús Planellas, i els nens del barri havien llogat. Allí feu les primeres encistellades, juntament amb la seva germana petita Maruja Hernández. També practicà altres esports com el ciclisme o l'atletisme. No era gens alta (154 cm.) però aprengué la tècnica que li valgué el renom de 'la niña del gancho', per la facilitat amb què feia aquest tipus de llançament, que consistia a arquejar el braç i donar-se un petit impuls per encistellar.
En 1931 va participar en la fundació de l'Atlas Club, junt amb el seu marit, i en fou la màxima anotadora. L'any següent el club es dissolgué i passà a formar part del Laietà, allí tingué d'entrenador Fernando Muscat i va guanyar el primer Campionat de Catalunya de bàsquet femení la temporada 1935-36 sense perdre cap partit. Havia de participar en l'Olimpíada Popular en les proves d'atletisme, però l'esclat de la Guerra civil ho impedí. Després de la guerra va jugar en el Club Esportiu Laietà, el Cottet, el Moix Llambés, la Secció Femenina de Barcelona. amb els quals guanyà diversos campionats d'Espanya oficiosos.
El 1944 va fitxar pel FC Barcelona i hi va jugar fins al 1953, retirant-se als 36 anys pel naixement del seu fill. Va tenir una oferta del SEU a Itàlia, però les autoritats franquistes no li van permetre d'anar-hi. Va ser la primera entrenadora d'Espanya; el 1932 dirigí el Peña García de l'Hospitalet i després fou d'entrenadora d'altres equips També va ser de les primeres dones a tenir el permís de conduir a Barcelona. En 2016 es va presentar el documental La niña del gancho, de Raquel Barrera Sutorra, que retrata la seva trajectòria. El 23 de desembre del 2020 l'alcaldessa de Barcelona, Ada Colau, desplaçant-se expressament al seu domicili, li feu el lliurament de la medalla d'or al mèrit esportiu de la ciutat, el màxim reconeixement de la ciutat en l’àmbit esportiu, que el novembre del 2019 el ple de l'Ajuntament de Barcelona va aprovar per unanimitat.

### Equips on va jugar
- Atlas Club, Club Esportiu Laietà (1933), Moix Llambés, Club Esportiu Fabra i Coats, Sección Femenina, Peña García, Club Esportiu Cottet (1943), i el seu darrer club fou el F. C. Barcelona (1944-1953),[16][5]

### Equips on va fer d'entrenadora
- Club Esportiu Cottet, Moix Llambés, Sección Femenina de Barcelona, Peña García (1934).[16][5]

## Premis i reconeixements
- 2014: Homenatge de la Federación Española amb altres pioneres del bàsquet femení.[7][17]
- 2015: Premi a la trajectòria de la Federació Catalana de Bàsquet.
- 2016: Premi a la trajectòria de tota la vida de la comunitat autònoma i la Asociación de la Prensa Deportiva de la Región de Murcia.[18]
- 2016: La Niña del Gancho, documental en homenatge.
- 2016: X Premi Dona i Esport, modalitat Mireia Tapiador de Promoció de l'Esport, atorgat per l'Institut Barcelona Esports de l'Ajuntament de Barcelona[19]
- 2020: L'Ajuntament de Barcelona li atorga la Medalla d'or al Mèrit Esportiu.[20]